# Vereinigte Arabische Republik

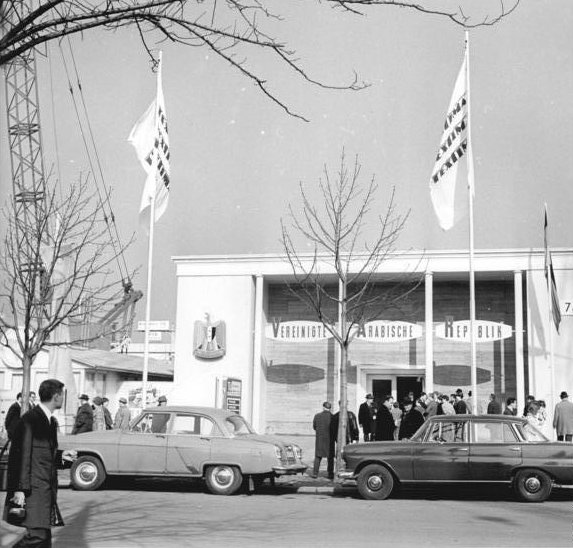
Pavillon der VAR (d. h. Ägypten) auf der Leipziger Messe 1966

Die Vereinigte Arabische Republik (VAR; arabisch الجمهورية العربية المتحدة al-Dschumhūriyya al-ʿarabiyya al-muttahida, DMG al-Ǧumhūrīya al-ʿarabīya al-muttaḥida) war ein von 1958 bis 1961 bestehender Zusammenschluss der arabischen Staaten Ägypten und Syrien.
Die Union wurde am 1. Februar 1958 begründet. Ihr schloss sich am 8. März 1958 das Königreich Jemen (Nordjemen) in loser Konföderation an, diese firmierte unter dem Namen Vereinigte Arabische Staaten.
Die Union zerbrach mit dem Austritt Syriens am 28. September 1961 und Nordjemens im Dezember 1961. Ägypten behielt den Namen Vereinigte Arabische Republik nach deren Ende noch bis zum Jahr 1972 bei.

## Etablierung

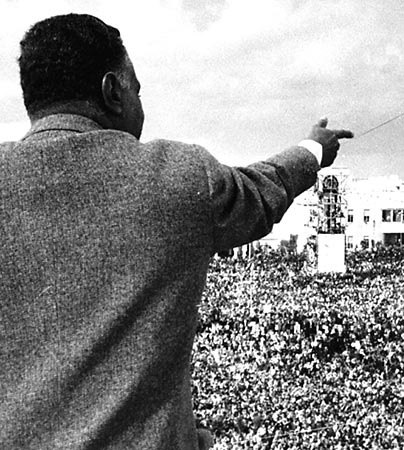
Gamal Abdel Nasser 1961 in Syrien

Nach der Gründung der Republik Ägypten im Jahr 1952 verfolgte Gamal Abdel Nasser eine Politik des Zusammenschlusses aller arabischen Länder (Panarabismus). Ziel dieser Politik war die Zurückdrängung des amerikanischen, britischen und französischen Einflusses im Nahen Osten und in Nordafrika. Dem standen die konservativen Monarchien Saudi-Arabien, Irak und Jordanien gegenüber. Nur Syrien verbündete sich mit Ägypten.
Die Gewerkschaften Syriens sowie die panarabistisch-sozialistische Baathpartei sahen in der Union ein Mittel, einen raschen Umbau zum Sozialismus zu erreichen. Das Bürgertum Syriens und die besitzenden Eliten erhofften sich durch die gemeinsame Wirtschaftskraft der Union eine Besserung der ökonomischen Verhältnisse im Land. Die Führung der Muslimbruderschaft befürchtete eine ähnliche Repressionswelle, wie sie in Ägypten bereits seit 1954 der Fall war. Ein großer Teil der Kader stand der Vereinigung jedoch grundsätzlich positiv gegenüber.
Mit Beginn des Jahres 1958 drängte Syrien auf einen Unionsvertrag, der am 1. Februar zustande kam. Grund für das syrische Drängen waren die Kriegsdrohungen der Türkei, nachdem es bereits im Dezember 1957 zu heftigen Kämpfen an der gemeinsamen Grenze gekommen war. Syrien fühlte sich auch durch den Bagdad-Pakt bedroht. Ägypten, das seit der Sueskrise international isoliert war, sah die Vereinigung beider Länder als ersten Schritt für die Vereinigung aller arabischen Staaten an.

## Innenpolitik
Die Union zwischen Syrien und Ägypten war keine Vereinigung gleichwertiger Partner, vielmehr sollte Syrien eher wie eine Provinz in das bestehende politische System Ägyptens integriert werden. Eine Hauptbedingung war die Selbstauflösung aller politischen Parteien und die Übernahme des Einparteiensystems unter Nassers Führung. Zahlreiche politische und militärische Posten wurden mit Ägyptern besetzt und das Land mit einer nach ägyptischem Vorbild geformten Verwaltung überzogen. Dies umfasste auch den rigiden Polizeistaat, den Nasser in Ägypten etabliert hatte. Zahlreiche syrische Repräsentanten, die in das neue System integriert worden waren, bemängelten das Fehlen von Handlungsfreiheiten. Viele von ihnen legten in der Folge ihre Ämter nieder. Ebenso wurden die Gewerkschaften von unliebsamen Funktionären gesäubert, Streiks verboten und die einst unabhängigen Organisationen dem Arbeitsministerium angegliedert.
Wirtschafts- und sozialpolitisch begann die VAR in Syrien eine Landreform, bei der rund die Hälfte des 35 % der Gesamtfläche ausmachenden Großgrundbesitzes neu verteilt werden sollte. Ebenso wurden als Besitzobergrenzen 120 ha bewässertes und 480 ha unbewässertes Land als Eigentumsmaximalgrenze festgelegt. Bis 1961 wurden ein wenig mehr als die Hälfte des angepeilten Grundbesitzes verstaatlicht. Allerdings wurde nur ein sehr kleiner Teil des Landes an nur 4.500 Bauernfamilien auch wieder verteilt. Der überwiegende Teil wurde seinen früheren Eigentümern verpachtet. Gesetzliche Regelungen für Landarbeiter über Wochenarbeitszeiten, Mindestlöhne und Pachtverträge, insbesondere das Verbot lebenslanger Pachtverhältnisse, stärkten die Rechte landloser Bauern. Im April 1959 verabschiedete die VAR ein neues Arbeiterschutzgesetz, das eine Renten-, Sterbe-, Invaliditäts- und Unfallversicherung einführte. Im Juli 1961 dekretierte Nasser eine Welle von Verstaatlichungen, aufgrund derer Banken, Versicherungen und große Industrieunternehmen vollständig oder teilweise in Staatsbesitz übergingen.

## Folgen in den Arabischen Staaten
Infolge des Machtgewinns der antimonarchistischen arabischen Nationalisten durch die VAR schlossen Irak und Jordanien am 22. Februar 1958 ein Abkommen über die Vereinigung beider Länder ab. Die Arabische Föderation wurde jedoch infolge des Sturzes der irakischen Monarchie am 2. August 1958 wieder aufgelöst. In Jordanien konnten mehrere Putschversuche von nasseristischen Militärs verhindert werden. Großbritannien entsandte auf Bitten der Regierung Luftstreitkräfte nach Jordanien. Im Libanon brachen heftige Kämpfe zwischen pro-westlichen und panarabischen Milizen aus. Durch das Eingreifen der USA wurde der Konflikt zunächst beendet.
Trotz des Umsturzes weigerte sich der neue irakische Präsident Abd al-Karim Qasim, der VAR beizutreten.

## Auflösung der Union
In der Union gab es bald eine Reihe von Differenzen. Die Ägypter verstaatlichten alle in Syrien tätigen Firmen und Banken und bestimmten Kairo als Hauptstadt. Fast die gesamte Regierung bestand aus Ägyptern. In Syrien fühlte man sich betrogen und hintergangen. Am 27. September 1961 putschte die Armee in Syrien und erklärte die Union am Tage darauf für aufgelöst. Syrien wurde wieder in Arabische Republik Syrien umbenannt, Ägypten führte den Namen Vereinigte Arabische Republik bis 1972 weiter. Die Vereinigte Arabische Republik von 1963 war ein Versuch, Ägypten und Syrien unter Einbeziehung des Irak erneut zu vereinen.